# Sergia lucens
Sergia lucens (Hansen, 1922) è una specie di gamberetto della famiglia dei Sergestidi.